# Chauvency-le-Château
Chauvency-le-Château – miejscowość i gmina we Francji, w regionie Grand Est, w departamencie Moza.
Według danych na rok 1990 gminę zamieszkiwały 254 osoby, a gęstość zaludnienia wynosiła 29 osób/km² (wśród 2335 gmin Lotaryngii Chauvency-le-Château plasuje się na 793. miejscu pod względem liczby ludności, natomiast pod względem powierzchni na miejscu 686.).